# Jogos Pan-Americanos de 1991
Os Jogos Pan-Americanos de 1991 foram a 11ª edição do evento multiesportivo, realizado na cidade de Havana, em Cuba, entre os dias 2 e 18 de agosto. A delegação brasileira foi composta por 304 atletas, entre os 4.519 participantes.
A mascote dos Jogos de Havana foi o Tocopan, mistura de Pan com tocororo (Priotelus temnurus), a ave nacional cubana. Os anfitriões conseguiram, pela segunda vez, superar os Estados Unidos no quadro de medalhas: Cuba somou 265 medalhas, sendo 140 de ouro, contra 352 medalhas dos americanos (130 de ouro). Anteriormente, apenas a Argentina terminou na frente dos americanos, quando sediaram o evento em 1951.

## Países participantes
39 países participaram do evento:
| - ANT Antígua e Barbuda - AHO Antilhas Neerlandesas - ARG Argentina - ARU Aruba - BAH Bahamas - BAR Barbados - BIZ Belize - BER Bermudas - BOL Bolívia - BRA Brasil - CAN Canadá | - CHI Chile - COL Colômbia - CRC Costa Rica - CUB Cuba - ESA El Salvador - ECU Equador - USA Estados Unidos - GRN Granada - GUA Guatemala - GUY Guiana | - HAI Haiti - HON Honduras - CAY Ilhas Cayman - VIR Ilhas Virgens Americanas - BVI Ilhas Virgens Britânicas - JAM Jamaica - MEX México - NCA Nicarágua - PAN Panamá | - PAR Paraguai - PER Peru - PUR Porto Rico - DOM República Dominicana - VIN São Vicente e Granadinas - SUR Suriname - TRI Trinidad e Tobago - URU Uruguai - VEN Venezuela |

## Modalidades
Foram disputadas 30 modalidades nesta edição dos Jogos:
| - Atletismo - Basquetebol - Beisebol - Boliche - Boxe - Canoagem - Ciclismo - Esgrima - Futebol - Ginástica | - Handebol - Hipismo - Hóquei sobre a grama - Judô - Levantamento de peso - Lutas - [[Ficheiro:\|border \|20px\|link=\|alt=]] Nado sincronizado - Natação - Patinação sobre rodas - Polo aquático | - Remo - Saltos ornamentais - Softbol - Taekwondo - Tênis - Tênis de mesa - Tiro esportivo - Tiro com arco - Vela - Voleibol |

## Cerimônias

### Cerimônia de abertura
A cerimônia de abertura dos Jogos Pan-Americanos de 1991 foi realizada no dia 2 de agosto, no Estádio Panamericano, erguido nas proximidades da Vila Olímpica, defronte ao Mar do Caribe. O juramento dos atletas foi realizado pela campeã mundial dos 400m e 800m rasos Ana Quirot. A tocha pan-americana entrou no estádio pelas mãos do recordista mundial e campeão olímpico em Barcelona 1992 de salto em altura Javier Sotomayor. Pontualmente às 16 horas (horário local), o então presidente cubano Fidel Castro declarou aberto os XI Jogos Pan-Americanos.

## Quadro de medalhas
País sede destacado.
| Ordem | País               |     |     |    |     |
| 1     | CUB Cuba           | 140 | 62  | 63 | 265 |
| 2     | USA Estados Unidos | 130 | 125 | 97 | 352 |
| 3     | CAN Canadá         | 22  | 46  | 59 | 127 |
| 4     | BRA Brasil         | 21  | 21  | 37 | 79  |
| 5     | MEX México         | 14  | 23  | 38 | 75  |
| 6     | ARG Argentina      | 11  | 15  | 29 | 55  |
| 7     | COL Colômbia       | 5   | 15  | 21 | 41  |
| 8     | VEN Venezuela      | 4   | 14  | 20 | 38  |
| 9     | PUR Porto Rico     | 3   | 13  | 11 | 27  |
| 10    | CHI Chile          | 2   | 1   | 7  | 10  |